# 波斯劍客
波斯劍客（日语：ペルシアンナイト），是日本純種競賽馬匹。生涯活躍於一哩賽事，曾於2017年以3歲馬身份勝出一哩冠軍賽。

## 出賽前
2014年3月11日出身於北海道安平町追分牧場，成長途中於一口馬主俱樂部G1 Racing Co. Ltd.進行馬主募集。
其後交由栗東訓練中心練馬師池江泰壽訓練。

## 競賽生涯

### 2歲
2016年8月21日出戰小倉競馬場2歲新馬戰，進入直路後進佔良好位置衝出，最終拉開後方3馬位取得首勝。
其後出戰常春藤錦標，雖然於直路上發揮優秀末腳，但仍然不敵一同衝出的觸動心弦，最終以頸位差距憾負得第二。
12月11日出戰日本金松賞，再度於直路一舉衝出下超越前方所有對手，最終以輕鬆的姿態取得第二勝。

### 3歲
2017 年1月8日出戰新山紀念作爲年度首戰，雖然於比賽途中保持良好的節奏推進，但於直路上受到軟地影響下未能最大程度加速，最終敗於俠平及Taisei Starry取得第三。
2月25日出戰雅靈頓盃，比賽途中選擇於中團位置追走，並於直路上在外檔不斷加速，最終超越前方賽駒下繼續拉開距離，以3馬位優勢壓贏赤映天取得首個分級賽冠軍。
其後出戰皋月賞，本次比賽初段一直保持於後方位置，但進入對面直路後展開加速，並於通過第三彎道時經已處於第五。進入直路後，其以優秀的反應繼續保持衝刺狀態，但最終仍然被廄旅艾恩遺跡壓制，以頸位差距落敗。
5月28日出戰東京優駿（日本打吡），但於增程的影響下暴露出長距離適性的不俗，最終以第七落敗。
入秋後以富士錦標作爲起動戰，但於大爛地之下無法順利加速衝出，最終僅獲得第五。
11月19日出戰一哩冠軍賽，賽前獲得第四人氣。比賽開始後，其選擇於後方位置等待時機，並於比賽途中保持穩定的節奏加速。進入直路後，其於外檔位置進行加速強襲，最終於其轟出後600米33.9秒的速度下成功超越前方賽駒，以鼻位優秀險勝第二的天域龍馬奪得首個一級賽冠軍，亦成爲2000年愛麗數碼後再一匹勝出此賽事的3歲馬。

### 4歲
2018年以中山紀念作爲首戰，然而採用後上戰術下無法於直路扭轉局面，最終以第五完賽。
4月1日出戰大阪盃，比賽途中一直於中團位置追走，進入直路後雖然轟出全場最快末腳，但仍然無法超越於第三彎道時經已取得領先的萌文雅之士，最終獲得第二。
其後出戰安田紀念因於直路上受阻以僅獲得第六，秋季出戰富士錦標受到59公斤頂磅的影響加上再度受阻，因而以第五完賽。
11月18日出戰一哩冠軍賽，比賽途中於中團位置展開推進，進入直路後閃入內欄位置加速，但最終未能超越一直處於前方的絕嶺之峽，以頭位差距落敗得第二。
其後陣營安排其和魔族雅谷及強擊一同出戰香港一哩錦標，採用後上戰術下無法於直路縮窄和前方的距離，最終以第五落敗。

### 5歲
2019年春季以金鯱賞作爲首戰，於其中敗於野田優驥、雍容白荷及天域皇宮取得第四的不俗戰績，然而於其後的大阪盃及安田紀念分別以第十一及第十大敗。
夏季未前往放草下出戰札幌紀念，雖然於比賽途中進佔中團有利位置，但於直路未能進一步加速，最終以第五完賽。
秋季以每日王冠作爲起動戰，雖然於直路奮力加速追趕，但仍然無法對前方的野田賢君、太空隕石及冠軍車手，最終以第四落敗。
11月17日出戰一哩冠軍賽，改由莫艾誠策騎。比賽開始後，其因漏閘於後方位置追走，並於比賽途中一直保持於約莫第十左右的位置。然而其中最後直路展現優秀的加速力，跑出後600米33.7秒的快速末腳下僅敗於冠軍車手及野田優驥，成功跑獲一席季軍。
年末再度遠征香港出戰香港一哩錦標，然而再度因後上不及以僅獲得第五。

### 6歲
2020年年初出戰中山紀念，比賽途中保持於第七的位置之下無法憑借直路的衝刺扭轉局面，最終以第五完賽。
其後原定以遠征阿聯酋出戰杜拜草地大賽作爲目標，然而由於受到新型冠狀病毒疫情影響，阿聯酋方面經協商過後決定取消所有杜拜世界盃賽馬日的比賽，因而於其後其返回日本。
回國後出戰安田紀念及寶塚紀念兩場賽事，然而狀態不佳分別以第九及第十五大敗。
8月23日出戰札幌紀念，雖然其於比賽途中一直處於最後方位置，但於進入直路後成功於外檔一舉加速衝出，最終僅以1馬位差距敗於樸素無華取得第二。
秋季其以出戰本年度升爲二級賽的富士錦標，成功推翻第九人氣的低評價取得第四，其後出戰一哩冠軍賽及有馬紀念稍爲失準，均於其中以第七完賽。

### 7歲
2021年春季狀態仍然低迷，出戰金鯱賞及大阪盃分別以第八及第十三完賽，其後稍微回勇下於鳴尾紀念取得第四。
8月出戰札幌紀念，表現不俗下僅落後純淨之輝及唯獨愛你取得第三。
入秋後選擇以秋季天皇賞作爲目標，然而未能加速衝出下僅獲得第七。
12月出戰挑戰盃取得第三後，陣營再度安排其增程度出戰有馬紀念，但最終受限於距離適性而以第十四大敗。
完成有馬紀念後，陣營決定安排其退役，並於2022年1月13日取消日本中央競馬會的賽駒註冊。

### 詳細賽績
| 日期       | 舉辦國家 | 馬場 | 距離   | 級別 | 賽事名稱     | 負重 | 騎師       | 馬號 | 出馬 | 名次 | 時間    | 頭馬（二馬）    |
| ---------- | -------- | ---- | ------ | ---- | ------------ | ---- | ---------- | ---- | ---- | ---- | ------- | --------------- |
| 21/8/2016  | 日本     | 小倉 | 草1800 |      | 2歲新馬      | 54   | 川田將雅   | 10   | 10   | 1    | 1:53.1  | （Hashtag）     |
| 22/10/2016 | 日本     | 東京 | 草1800 | OP   | 常春藤錦標   | 55   | 川田將雅   | 9    | 9    | 2    | 1:49.2  | 觸動心弦        |
| 11/12/2016 | 日本     | 中京 | 草1600 |      | 日本金松賞   | 55   | 秋山真一郎 | 4    | 13   | 1    | 1:35.4  | （Jun Various） |
| 8/1/2017   | 日本     | 京都 | 草1600 | GIII | 新山紀念     | 56   | 杜滿萊     | 5    | 15   | 3    | 1:37.8  | 俠平            |
| 25/2/2017  | 日本     | 阪神 | 草1600 | GIII | 雅靈頓盃     | 56   | 杜滿萊     | 8    | 12   | 1    | 1:34.1  | （赤映天）      |
| 16/4/2017  | 日本     | 中山 | 草2000 | GI   | 皋月賞       | 57   | 杜滿萊     | 7    | 18   | 2    | 1:57.8  | 艾恩遺跡        |
| 28/5/2017  | 日本     | 東京 | 草2400 | GI   | 東京優駿     | 57   | 戶崎圭太   | 11   | 18   | 7    | 2:27.2  | 金之霸          |
| 21/10/2017 | 日本     | 東京 | 草1600 | GIII | 富士錦標     | 55   | 杜滿萊     | 5    | 15   | 5    | 1:35.6  | 天域龍馬        |
| 19/11/2017 | 日本     | 京都 | 草1600 | GI   | 一哩冠軍賽   | 56   | 杜滿萊     | 18   | 18   | 1    | 1:33.8  | （天域龍馬）    |
| 25/2/2018  | 日本     | 中山 | 草1800 | GII  | 中山紀念     | 57   | 杜滿萊     | 4    | 10   | 5    | 1:47.9  | 勝出光采        |
| 1/4/2018   | 日本     | 阪神 | 草2000 | GI   | 大阪盃       | 57   | 福永祐一   | 5    | 16   | 2    | 1:58.3  | 文雅之士        |
| 3/6/2018   | 日本     | 東京 | 草1600 | GI   | 安田紀念     | 58   | 川田將雅   | 5    | 16   | 6    | 1:31.7  | 魔族雅谷        |
| 20/10/2018 | 日本     | 東京 | 草1600 | GIII | 富士錦標     | 59   | 杜滿萊     | 13   | 18   | 5    | 1:32.2  | 火之呼喚        |
| 18/11/2018 | 日本     | 京都 | 草1600 | GI   | 一哩冠軍賽   | 57   | 杜滿萊     | 2    | 18   | 2    | 1:33.3  | 絕嶺之峽        |
| 9/12/2018  | 香港     | 沙田 | 草1600 | GI   | 香港一哩錦標 | 57   | 杜滿萊     | 2    | 14   | 5    | 1:34.17 | 美麗傳承        |
| 10/3/2019  | 日本     | 中京 | 草2000 | GII  | 金鯱賞       | 57   | 杜滿萊     | 6    | 13   | 4    | 2:00.8  | 野田優驥        |
| 31/3/2019  | 日本     | 阪神 | 草2000 | GI   | 大阪盃       | 57   | 杜滿萊     | 11   | 14   | 11   | 2:02.0  | 艾因遺跡        |
| 2/6/2019   | 日本     | 東京 | 草1600 | GI   | 安田紀念     | 58   | 杜滿萊     | 13   | 16   | 10   | 1:31.8  | 冠軍車手        |
| 18/8/2019  | 日本     | 札幌 | 草2000 | GII  | 札幌紀念     | 57   | 杜滿萊     | 11   | 14   | 5    | 2:00.4  | 防爆裝束        |
| 10/6/2019  | 日本     | 東京 | 草1800 | GII  | 每日王冠     | 57   | 薛達祺     | 6    | 10   | 4    | 1:44.9  | 野田賢君        |
| 17/11/2019 | 日本     | 京都 | 草1600 | GI   | 一哩冠軍賽   | 57   | 莫艾誠     | 7    | 17   | 3    | 1:33.3  | 冠軍車手        |
| 8/12/2019  | 香港     | 沙田 | 草1600 | GI   | 香港一哩錦標 | 57   | 莫艾誠     | 3    | 10   | 5    | 1:33.61 | 頌讚火星        |
| 1/3/2020   | 日本     | 中山 | 草1800 | GII  | 中山紀念     | 57   | 池添謙一   | 5    | 9    | 5    | 1:46.9  | 野田賢君        |
| 7/6/2020   | 日本     | 東京 | 草1600 | GI   | 安田紀念     | 58   | 田邊裕信   | 7    | 14   | 9    | 1.32.7  | 放聲歡呼        |
| 28/6/2020  | 日本     | 阪神 | 草2200 | GI   | 寶塚紀念     | 58   | 和田龍二   | 2    | 18   | 15   | 2.18.0  | 創世駒          |
| 23/8/2020  | 日本     | 札幌 | 草2000 | GII  | 札幌紀念     | 57   | 大野拓彌   | 2    | 12   | 2    | 1:59.6  | 樸素無華        |
| 24/10/2020 | 日本     | 東京 | 草1600 | GII  | 富士錦標     | 57   | 大野拓彌   | 10   | 12   | 4    | 1:33.9  | 陳年美酒        |
| 22/11/2020 | 日本     | 阪神 | 草1600 | GI   | 一哩冠軍賽   | 57   | 大野拓彌   | 15   | 17   | 7    | 1:32.6  | 放聲歡呼        |
| 27/12/2020 | 日本     | 中山 | 草2500 | GI   | 有馬紀念     | 57   | 大野拓彌   | 8    | 16   | 7    | 2:35.6  | 創世駒          |
| 14/3/2021  | 日本     | 中京 | 草2000 | GII  | 金鯱賞       | 57   | 大野拓彌   | 8    | 10   | 8    | 2:02.6  | 天鐵            |
| 4/4/2021   | 日本     | 阪神 | 草2000 | GI   | 大阪盃       | 57   | 幸英明     | 5    | 13   | 10   | 2:04.2  | 麗冠花環        |
| 5/6/2021   | 日本     | 中京 | 草2000 | GIII | 鳴尾紀念     | 57   | 幸英明     | 4    | 13   | 4    | 2:01.6  | 皇室徽號        |
| 22/8/2021  | 日本     | 札幌 | 草2000 | GII  | 札幌紀念     | 57   | 横山武史   | 7    | 13   | 3    | 1:59.6  | 純淨之輝        |
| 31/10/2021 | 日本     | 東京 | 草2000 | GI   | 秋季天皇賞   | 58   | 大野拓彌   | 13   | 16   | 7    | 1:58.7  | 樂透心          |
| 4/12/2021  | 日本     | 阪神 | 草2000 | GIII | 挑戰盃       | 57   | 岩田望來   | 7    | 11   | 3    | 2:01.6  | So Valiant      |
| 26/12/2021 | 日本     | 中山 | 草2500 | GI   | 有馬紀念     | 57   | 杜滿樂     | 1    | 16   | 14   | 2:34.6  | 樂透心          |

## 退役後
退役後，波斯劍客並未入種，而是於東京都世田谷區馬事公苑休養，在2022年作為乘騎馬使用。
2022年6月，其被送至東京競馬場，於該處以儀仗馬身份服務；2023年被轉移至京都競馬場，繼續擔任儀仗馬工作。

## 血統簡介
父系無敵先鋒爲英國賽駒，生涯戰績優秀，曾勝出一級賽英皇佐治六世及皇后伊利沙伯錦標，退役後被社台集團引入至日本作配種馬之用。祖父單色里爲英國生產的法國賽駒，生涯戰績不俗，曾勝出二級賽山谷百合錦標，亦於一級賽法國二千堅尼、森林大賽及薩塞克斯錦標跑獲亞軍。
母系Orient Charm爲日本賽駒，生涯僅勝出條件戰級別的賽事。外祖父週日寧靜是美國三冠賽雙冠馬，退役後在日本配種，在日本馬壇相當成功，贏得多項分級賽事，其子嗣贏得巨額獎金。

### 血統表
| 父線：單色系（北地舞人系）           |                            |                 |                 |
| 種馬 無敵先鋒 2006年（棗色）         | 單色里 1996年（深棗色）    | 丹山            | 單色            |
| 種馬 無敵先鋒 2006年（棗色）         | 單色里 1996年（深棗色）    | 丹山            | Razyana         |
| 種馬 無敵先鋒 2006年（棗色）         | 單色里 1996年（深棗色）    | Hasili          | Kahyasi         |
| 種馬 無敵先鋒 2006年（棗色）         | 單色里 1996年（深棗色）    | Hasili          | Kerali          |
| 種馬 無敵先鋒 2006年（棗色）         | Penang Pear 1996年（棗色） | Bering          | Arctic Tern     |
| 種馬 無敵先鋒 2006年（棗色）         | Penang Pear 1996年（棗色） | Bering          | Beaune          |
| 種馬 無敵先鋒 2006年（棗色）         | Penang Pear 1996年（棗色） | Guapa           | Shareef Dancer  |
| 種馬 無敵先鋒 2006年（棗色）         | Penang Pear 1996年（棗色） | Guapa           | Sauceboat       |
| 繁殖雌馬 Orient Charm 2002年（棗色） | 週日寧靜 1986年（棕色）    | Halo            | Hail to Reason  |
| 繁殖雌馬 Orient Charm 2002年（棗色） | 週日寧靜 1986年（棕色）    | Halo            | Cosmah          |
| 繁殖雌馬 Orient Charm 2002年（棗色） | 週日寧靜 1986年（棕色）    | Wishing Well    | Understanding   |
| 繁殖雌馬 Orient Charm 2002年（棗色） | 週日寧靜 1986年（棕色）    | Wishing Well    | Mountain Flower |
| 繁殖雌馬 Orient Charm 2002年（棗色） | Nikiya 1993年（棗色）      | 雷利耶夫        | 北地舞人        |
| 繁殖雌馬 Orient Charm 2002年（棗色） | Nikiya 1993年（棗色）      | 雷利耶夫        | Special         |
| 繁殖雌馬 Orient Charm 2002年（棗色） | Nikiya 1993年（棗色）      | Reluctant Guest | Hostage         |
| 繁殖雌馬 Orient Charm 2002年（棗色） | Nikiya 1993年（棗色）      | Reluctant Guest | Vaguely Royal   |
| 雌系：號族：9-h                      |                            |                 |                 |
| 五代內近親交配：北地舞人 5×5×4       |                            |                 |                 |

## 命名由來
名字中，Persian（ペルシアン）即是伊朗的主體民族波斯人，Knight（ナイト）是騎士之意思，香港則翻譯為「劍客」。

## 外部連結
- 波斯劍客 netkeiba.com （页面存档备份，存于）
- 血統表 （页面存档备份，存于）